# Philipp Friedrich Buchner

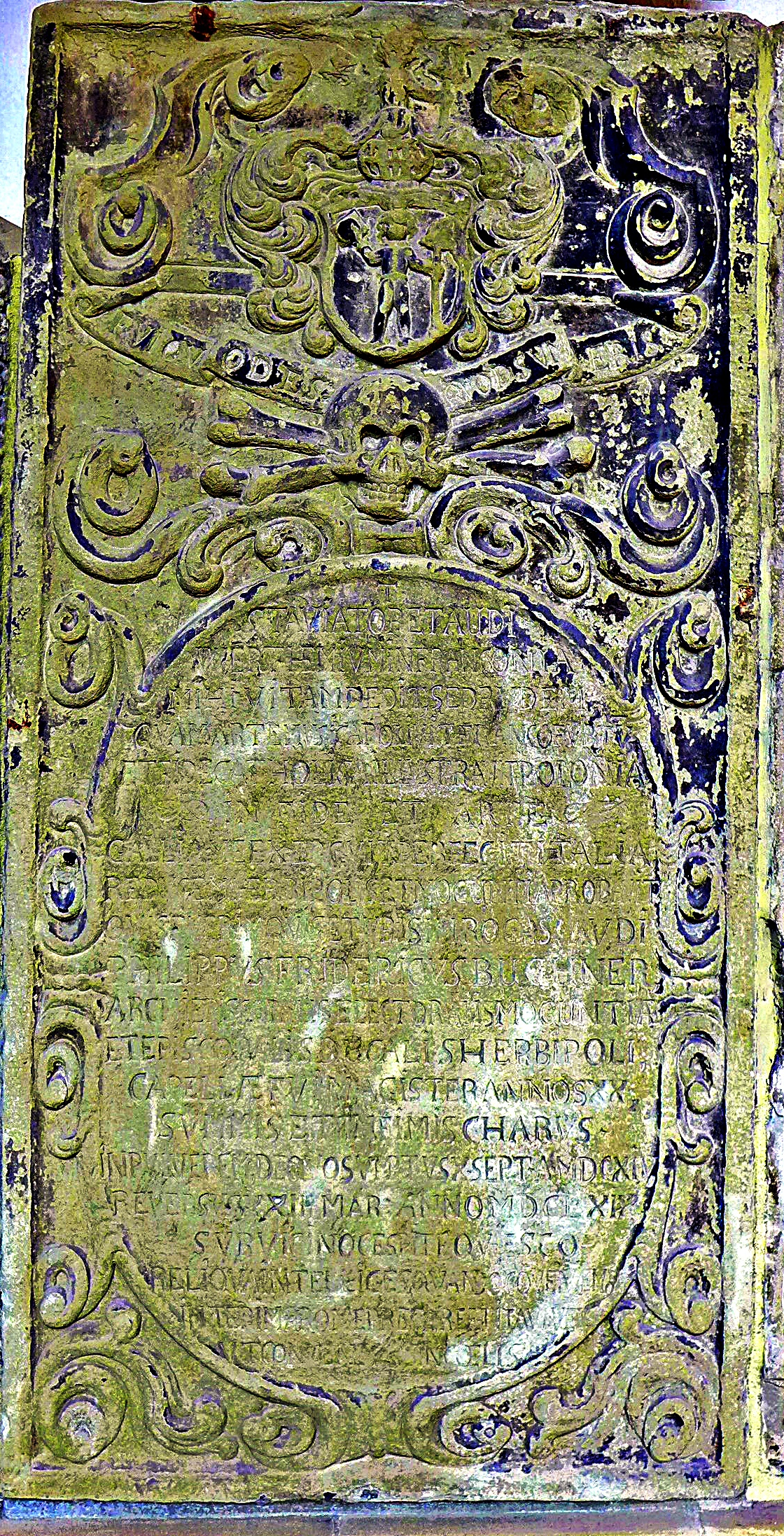
Domkreuzgang Würzburg, Grabplatte von Philipp Friedrich Buchner

Philipp Friedrich Buchner (* 11. September 1614 in Wertheim; † 23. März 1669 in Würzburg) war ein deutscher Komponist des Frühbarock.

## Leben
Philipp Friedrich Buchner besuchte die Schule in Wertheim, wo die Schüler die Sopranstimmen der Kantorei stellten, Kantor war sein Großvater Magister Huldrich Buchmann. Von 1625 bis 1627 war Buchner Singknabe in der Kantorei der Barfüßerkirche in Frankfurt am Main unter Johann Andreas Herbst. 1634 wurde er dort Organist. 1636 übernahm sein Vater Friedrich Buchner die Organistenstelle und Philipp Friedrich reiste nach Polen, wo er ab 1637 Musiker beim Reichsfürsten Stanisław Lubomirski wurde. In Polen konvertierte er zum Katholizismus. 1641 reiste er nach Italien, wo er in Venedig zwei Drucke in Auftrag gab. In Venedig kam er möglicherweise mit Musikern aus dem Umfeld Claudio Monteverdis in Kontakt. 1648 wurde er in Würzburg Kapellmeister des Bischofs Johann Philipp von Schönborn. Diesem folgte Buchner nach Mainz. 1661 gab er die deutschen Gesangbücher des Bischofs heraus und war seit 1666 am Neudruck der Mainzer Chorbücher beteiligt. Sein weiteres Werk enthielt zahlreiche Vokal- aber auch einige Instrumentalkompositionen, die im Rhein-Main-Gebiet für die damalige Zeit als neuartig galten.
Seine Grabplatte ist im Domkreuzgang Würzburg erhalten. Sie trägt folgende lateinische Inschrift:
"Sta viator et audi! Werthemium in Franconia mihi vitam dedit, sed rudem, qua arte musica polivit Francofortum, et fide catholica illustravit Polonia. In fide et arte Gallia me exercuit, perfecit Italia, reducem Herbipolis et Moguntia probavit. Quis fuerim, quis et ubi sim, rogas? Audi! Philippus Fridericus Buchner, Archiepiscopalis Electoralis Moguntiae et Episcopalis Ducalis Herbipoli, capellae fui magister annos XX, summis et infimis charus. In pulverem, de quo sumptus X. Sept. A. MDCXIV, reversus XXIII. Mar. Anno MDCLXIX, sub vicino cespite quiesco reliqua intelliges, quando conveniemus interim pro me precare et ita vive, ut conveniamus in coelis."
(Übersetzung: „Steh’ Wanderer und höre! Wertheim in Franken gab mir das Leben, doch nicht die Bildung. Frankfurt hat es veredelt durch die Kunst der Musik, Polen hat es erleuchtet durch den katholischen Glauben. Im Glauben und in der Kunst hat Frankreich mich geübt, Italien mich vervollkommnet. Würzburg und Mainz haben den Heimgekehrten zu schätzen gewusst. Wer ich gewesen, wer und wo ich bin, fragst Du? So höre! Philipp Friedrich Buchner, erzbischöflich-kurfürstlich Mainzer und fürstbischöflich Würzburger Kapellmeister bin ich gewesen, zwanzig Jahre lang, Hohen und Niederen wert. Zum Staube, von dem ich am 10. September 1614 genommen ward, bin ich am 23. März 1669 zurückgekehrt und ruhe unter dem nahen Hügel. Das Übrige sollst Du erfahren, wenn wir uns wiedersehen. Unterdessen bete für mich und lebe so, dass wir uns wiedersehen im Himmel.“)

## Werk (Auswahl)
- Concerti ecclesiastici 2-5 voci op.1 (Venedig, 1642)
- Concerti ecclesiastici 2-5 voci op.2 (Venedig, 1644)
- Sacranum Cantionum 2-5 voci op.3  (Konstanz, 1656)
- 24 Sonaten Plectrum musicum op. 4, für 2 Violinen, Viola, Viola da Gamba, Fagott und B.c. (Frankfurt, 1662)[2]
- 12 Sonaten Harmonia instrumentalis op. 5, für 2 Violinen, Fagott und B.c. (Würzburg, 1664)[3]

## Neuausgaben
- Martin Jira: Einzelausgabe der Sammlung Plectrum musicum
- Martin Jira: Ausgaben der Sammlung op.1 Concerti ecclesiastici
- Martin Jira: Ausgaben der Sammlung op.2 Concerti ecclesiastici
- Martin Jira: Ausgaben der Sammlung Sacrarum Cantionum op.3
- Martin Jira: Ausgaben der Sammlung Harmonia instrumentalis op. 5